# فينيت روبينسون
فينيت روبينسون (بالإنجليزية: Vinette Robinson)‏ هي ممثلة إنجليزية بدأت مسيرتها الفنية عام 1998، واشتهرت بدورها في مسلسل شرلوك

## روابط خارجية
- فينيت روبينسون على موقع IMDb (الإنجليزية)
- فينيت روبينسون على موقع ألو سيني (الفرنسية)
- فينيت روبينسون على موقع أول موفي (الإنجليزية)
- فينيت روبينسون على موقع قاعدة بيانات الفيلم (الإنجليزية)
- فينيت روبينسون على موقع كينوبويسك (الروسية)